# Skavbergstjärnen, Ångermanland
Skavbergstjärnen är en sjö i Strömsunds kommun i Ångermanland och ingår i Ångermanälvens huvudavrinningsområde. Sjön har en area på 0,0964 kvadratkilometer och ligger 262,7 meter över havet.

## Delavrinningsområde
Skavbergstjärnen ingår i det delavrinningsområde (710238-152640) som SMHI kallar för Utloppet av Skavbergstjärnen. Medelhöjden är 328 meter över havet och ytan är 3,32 kvadratkilometer. Det finns inga avrinningsområden uppströms utan avrinningsområdet är högsta punkten. Vattendraget som avvattnar avrinningsområdet har biflödesordning 5, vilket innebär att vattnet flödar genom totalt 5 vattendrag innan det når havet efter 178 kilometer. Avrinningsområdet består mestadels av skog (97 procent). Avrinningsområdet har 0,1 kvadratkilometer vattenytor vilket ger det en sjöprocent på 2,9 procent.